# Melissoptila trifasciata
Melissoptila trifasciata är en biart som beskrevs av Urban 1998. Melissoptila trifasciata ingår i släktet Melissoptila och familjen långtungebin. Inga underarter finns listade i Catalogue of Life.